# علي مغازي
- علي مغازي، شاعر وروائي وكاتب صحفي، ولد في 28/جانفي/يناير 1970 بمدينة الدوسن جنوب الجزائر، مستقيل من عضويته في اتحاد الكتاب الجزائريين وناشط في المجتمع المدني.[1] يقول أن جل أحلامه أن يكون لديه قطيع ماعز يرعاه في ضواحي بلدته الصغيرة.

شغل منصب رئيس تحرير لكل من صحيفة الأيام الجزائرية، ومجلة «صدى الزيبان»، وجريدة فيسيرا، ومنصب أمين تحرير لمجلة الثقافة.
- كاتب عمود يومي يومي في جريدة الجزائر نيوز، تحت عنوان أحاديث مبللة.
- صدر له مجموعتات شعريتان:

- في جهة الظل (منشورات اتحاد الكتاب الجزائريين)، 2002. 
- حبيباتي (مشورات دار «ميم»)، 2009.
حصل على جوائز عديدة أهمها:
- جائزة (سعاد الصباح للابداع الأدبي)، سنة 1999.
- شارك في مهرجان الشعر (لوديف) «صوت المتوسط» بجنوب فرنسا 2009.
- سيصدر له في مجموعة: «وضعية زرقاء» وعملين روائيين، قريبا.